# Franz Joseph Gläser
Franz Joseph Gläser o Glæser (en checo: František Josef Glaeser, Horní Jiřetín, 19 de abril de 1798-Copenhague, 29 de agosto de 1861) fue un compositor y director de orquesta checo. 

## Biografía
Estudió en el Conservatorio de Praga, donde fue alumno de Johann Peter Pixis. Entre 1817 y 1830 fue director de orquesta del Teatro Josephstadt de Viena. En 1832 estrenó la ópera Des Adlers Horst (El nido de las águilas), que tuvo un gran éxito en Alemania e influyó en Wagner. En 1842 se instaló en Dinamarca, donde fue nombrado director del Conservatorio de Copenhague. Allí compuso varias óperas en danés, algunas con texto de Hans Christian Andersen. Destacó en el terreno de la opereta, de las que compuso unas 120.
Su hijo Joseph August Gläser fue también compositor.

## Obras
- Die vier Haimonskinder (1809)
- Bärnburgs Sturz (1817)
- Das Mädchen ohne Zunge (1819)
- Das Felsenmädchen (1820)
- Der geraubte Schleier (1820)
- Der Tambour (1820)
- Sküs, Mond und Pagat (1820)
- Wenn's was ist, so ist's nichts und ist's nichts, so sind's 36 Kreuzer (1820)
- Arsenius der Weiberfeind (1823)
- Dank und Undank (1823)
- Der rasende Roland (1823)
- Stumme Liebe (1823)
- Der Brief an sich selbst (1824)
- Der Erlenkönig (1824)
- Die kurzen Mäntel (1824)
- Die Rettung durch die Sparkassa (1824)
- Liebe und Haß (1824)
- Sauertöpfchen (1824)
- Sieben Mädchen in Uniform (1825)
- Der Bär und das Kind (1825)
- Die sonderbare Laune (1825)
- Die Weiber in Uniform (1825)
- Die Zauberin Armida (1825)
- Heliodor, Beherrscher der Elemente (1825)
- Menagerie und optische Zimmerreise in Krähwinkel (1825)
- Die steinerne Jungfrau (1826)
- Oberon, König der Elfen (1827)
- Peterl und Paulerl (1827)
- Abu, der schwarze Wundermann (1828)
- Armida, die Zauberin im Orient (1825)
- Elsbeth (1828)
- Meister Pilgram, Erbauer des Stephansturmes in Wien (1828)
- Peter Stiglitz
- Staberl
- Die steinerne Jungfrau
- Der Rattenfänger von Hameln
- Aurora (c.1830 Berlin)
- Die Brautschau auf Kronstein (1830)
- Andrea (1830)
- Des Adlers Horst (1832)
- Die Augen des Teufels
- Bryllupet vet Como-søen (1849)
- Nøkken (1853)
- Den forgyldte svane (1854)